# Hirotaka
Hirotaka ist ein japanischer männlicher Vorname.

## Bekannte Namensträger
- Hirotaka Akamatsu (* 1948), japanischer Politiker
- Hirotaka Ishihara (* 1964), japanischer Politiker
- Hirotaka Sugawara (* 1938), japanischer theoretischer Physiker
- Hirotaka Takeuchi (Wissenschaftstheoretiker) (* 1946), japanischer Wissenschaftstheoretiker
- Hirotaka Takeuchi (Bergsteiger) (* 1971), japanischer Bergsteiger